# Laser Focus World
 (avril 2018).
Laser Focus World est un magazine mensuel publié par PennWell Corporation couvrant les technologies, les applications et les marchés du laser, de la photonique et de l'optoélectronique. Beaucoup de professionnels dans ces domaines le reçoivent gratuitement[réf. nécessaire].